# Raul Olle
Raul Olle, né le 23 janvier 1968 à Tartu, est un fondeur estonien.

## Carrière
Il remporte sa première course internationale en Estonie au Tartu Maraton en 1994. L'an suivant, il participe à ses premiers championnats du monde à Thunder Bay.
Aux Jeux olympiques d'hiver de 1998, il se place notamment 17e du 30 km classique, juste après avoir marqué ses premiers points en Coupe du monde à Davos (27e). En 2000, il remporte la course mythique suédoise Vasaloppet, courue sur une distance de 90 kilomètres et alors le classement général de la Coupe Marathon.
Aux Jeux olympiques d'hiver de 2002, il est 18e du 50 km classique et neuvième du relais. Il court ses derniers championnats du monde en 2005.
Il dispute ensuite essentiellement des courses de type marathon de la Worldloppet, montant sur des podiums plusieurs fois.
En 2011-2012, il est l'entraîneur de l'équipe d'Estonie, mais démissionne de son poste à la fin de l'hiver.

## Palmarès

### Jeux olympiques
| Épreuve / Édition | Épreuve / Édition | Nagano 1998 | Salt Lake City 2002 |
| 10 km             | Classique         | 30e         |                     |
| 30 km             | Classique         | 17e         |                     |
| 50 km             | Classique         |             | 18e                 |
| Poursuite         | Poursuite         | DNS         |                     |
| Relais 4 × 10 km  | Relais 4 × 10 km  | 10e         | 9e                  |

### Championnats du monde
| Épreuve / Édition | Épreuve / Édition | Thunder Bay 1995 | Trondheim 1997 | Ramsau 1999 | Lahti 2001 | Oberstdorf 2005 |
| 10 km             | Classique         | 65e              | 64e            | 35e         |            |                 |
| 15 km             | Classique         |                  |                |             | 39e        |                 |
| 30 km             | Classique         |                  |                |             |            |                 |
| 50 km             | Classique         |                  | 30e            | 36e         |            |                 |
| Poursuite         | Poursuite         |                  |                | Abandon     |            |                 |
| Relais 4 × 10 km  | Relais 4 × 10 km  |                  | 11e            | 10e         |            | 9e              |

Légende :
- : pas d'épreuve
- - : n'a pas participé à l'épreuve

### Coupe du monde
- Meilleur classement général : 84e en 2004.
- Meilleur résultat individuel : 8e.

### Marathon de ski
Vainqueur de la Vasaloppet en 2000, il remporte le Tartu Maraton en 1994, 2001 et 2005, le Finlandia-hiihto en 2000 et la Jizerská padesátka en 2002.